# Kaala-Gomen
Kaala-Gomen es una comuna de la Provincia Norte de Nueva Caledonia, un territorio de ultramar de Francia en el océano Pacífico.
La ciudad fue fundada en su actual sitio en 1899, con una comisión nombrada por el gobierno municipal. El consejo de la ciudad fue elegido por primera vez en 1961.
El punto más alto es el Ouazangou-Taom (1092 m).